# Aegla scamosa
Aegla scamosa is een tienpotigensoort uit de familie van de Aeglidae. De wetenschappelijke naam van de soort is voor het eerst geldig gepubliceerd in 1948 door Ringuelet.